# Can Tresdéus
Can Tresdéus és una masia d'Espinelves (Osona) inclosa a l'Inventari del Patrimoni Arquitectònic de Catalunya.

## Descripció
Edifici civil. Masia de planta rectangular (10 x 5 m), coberta a dues vessants, amb la dreta més prolongada i el carener perpendicular a la façana, situada a migdia. Consta de planta baixa i un pis. La façana presenta un portal rectangular de pedra, amb dos graons, dues finestres laterals i un portal amb llinda de fusta a la part esquerra. Al primer pis s'obren tres petites finestres i una altra amb ampit. En aquest sector el ràfec sobresurt uns 20 cm a l'est, uns 10 cm a l'oest i al nord és inexistent. A llevant presenta una espiera al primer pis, ja que la planta està recolzada sobre el ponent, igual que la façana nord, que no té obertures. La de ponent també és cega.
La casa està assentada damunt un desnivell i envoltada de feixes amb murs de paret seca i plantacions d'avets. L'estat de conservació és bo, ja que està arrebossat de nou.

## Història
Masia situada al veïnat de França, en el sector nord-est del municipi i prop del nucli.
Aquesta masia, com les del veïnat, es devia construir als segles XVII i XVIII, moment d'expansió del municipi per aquest sector, però no hi ha cap data que ens permeti concretar més.